# Championnat de France Pro A de tennis de table 2008-2009
Le Championnat de France de Pro A de tennis de table 2008-2009, le plus haut échelon national de championnat par équipe en France, s'est déroulé du 21 septembre 2008 au 31 mai 2009.

Pour la saison 2008/2009, 10 équipes officient en Pro A Masculine et Féminine; le titre est remporté par GV Hennebont TT chez les hommes, et par Évreux EC chez les dames.
Navigation
Pro A 2007-2008 Pro A 2009-2010
| \| SAG Cestas TT Argentan Bayard Angers La Romagne Hennebont Istres Sports Caen TTC Pontoise Levallois SC TT St-Denis US Kremlin Bicêtre Beauchamp Saint-Berthevin SA Souché Niort Mondeville TT Joué-lès-Tours Lys Lez Lannoy CP Évreux ALCL Grand-Quevilly Montpellier \| Localisation des clubs engagés dans le championnat. |
| SAG Cestas TT Argentan Bayard Angers La Romagne Hennebont Istres Sports Caen TTC Pontoise Levallois SC TT St-Denis US Kremlin Bicêtre Beauchamp Saint-Berthevin SA Souché Niort Mondeville TT Joué-lès-Tours Lys Lez Lannoy CP Évreux ALCL Grand-Quevilly Montpellier                                                           |

## Championnat masculin
Hennebont reprend le titre qu'il avait laissé l'année dernière à Levallois-Perret, loin des avant-postes cette année puisqu'ils finissent à 13 points des bretons,,. Angers profite des matchs nul de Pontoise et de La Romagne pour finir à égalité avec ce premier et éjecter les deuxièmes d'un podium qui leur tendait les bras. Promu en Pro A la saison dernière, Argentan Bayard reprend l'ascenseur pour retourner en Pro B en compagnie du vainqueur de la 1re Ligue des Champions (en 1999), le TTC Caen.
| Pl | Équipes              | Pts | J  | V  | N | D  | Pp | Pc | Diff |
| -- | -------------------- | --- | -- | -- | - | -- | -- | -- | ---- |
| 1  | GV Hennebont TT      | 48  | 18 | 12 | 6 | 0  | 66 | 34 | +32  |
| 2  | AS Pontoise-Cergy TT | 40  | 18 | 10 | 2 | 6  | 53 | 43 | +10  |
| 3  | Angers Vaillante TT  | 40  | 18 | 9  | 4 | 5  | 55 | 44 | +11  |
| 4  | SS La Romagne        | 39  | 18 | 8  | 5 | 5  | 55 | 45 | +10  |
| 5  | SAG Cestas TT        | 36  | 18 | 6  | 6 | 6  | 48 | 49 | -1   |
| 6  | Levallois SC TT      | 35  | 18 | 7  | 3 | 8  | 51 | 51 | 0    |
| 7  | Saint Denis US 93 TT | 34  | 18 | 4  | 8 | 6  | 50 | 55 | -5   |
| 8  | Istres TT            | 33  | 18 | 3  | 9 | 6  | 46 | 55 | -9   |
| 9  | Argentan Bayard      | 28  | 18 | 4  | 2 | 12 | 38 | 59 | -21  |
| 10 | Caen TTC             | 27  | 18 | 2  | 5 | 11 | 36 | 63 | -27  |

L'équipe championne est composée de Ryu Seung Min, Kalinikos Kréanga et Dorian Quentel.

## Championnat féminin
Évreux remporte le premier titre de son histoire au plus haut niveau, 5 ans après avoir retrouvé la ProA. Saint-Bérthevin/St-Loup échoue pour la deuxième année consécutive à la deuxième marche du podium. Lys-lez-Lannoy et Joué-lés-Tours gardent leurs places en Pro A à la suite des retraits de Beauchamp et de Montpellier, 12 fois champions de France qui aura évolué durant 21 ans dans l'élite du tennis de table.
| Pl | Équipes                 | Pts | J  | V  | N | D  | Pp | Pc | Diff |
| -- | ----------------------- | --- | -- | -- | - | -- | -- | -- | ---- |
| 1  | Évreux EC               | 48  | 18 | 12 | 6 | 0  | 66 | 32 | +34  |
| 2  | US St Berthévin/St Loup | 45  | 18 | 11 | 5 | 2  | 62 | 33 | +29  |
| 3  | USO Mondeville TT       | 44  | 18 | 11 | 4 | 3  | 60 | 37 | +23  |
| 4  | Montpellier TT          | 39  | 18 | 8  | 5 | 5  | 54 | 45 | +9   |
| 5  | US Kremlin Bicêtre      | 38  | 18 | 7  | 6 | 5  | 55 | 46 | +9   |
| 6  | ALCL Grand-Quevilly     | 36  | 18 | 6  | 6 | 6  | 48 | 48 | 0    |
| 7  | Beauchamp CTT           | 34  | 18 | 6  | 4 | 8  | 50 | 51 | -1   |
| 8  | SA Souché Niort         | 29  | 18 | 3  | 5 | 10 | 36 | 61 | -25  |
| 9  | CP Lys-lez-Lannoy       | 26  | 18 | 2  | 4 | 12 | 30 | 64 | -34  |
| 10 | TT Joué-lès-Tours       | 21  | 18 | 0  | 3 | 15 | 25 | 69 | -44  |

## Source
- Pro A H/F résultats et classements